# Samba-Canasta
Samba-Canasta oder kurz Samba ist eine Variante des Canasta-Spiels, die mit drei Paketen gespielt wird. Die offiziellen Regeln wurden von Oswald Jacoby und John R. Crawford, zwei hervorragenden Bridge- und Backgammon-Meistern und Spielexperten, in den Jahren 1949/51 verfasst. 

## Spielregeln nach den Official Canasta Laws des Regency Whist Club New York

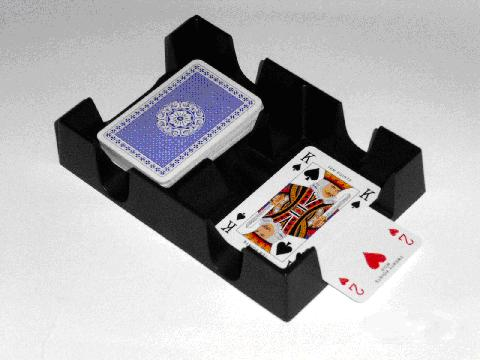
Der Name des Spieles Canasta (span.: Korb) leitet sich davon ab, dass die Karten des Stoßes und des Ablegestapels in einen sog. Kartenkorb (Canasta tray) gelegt werden. Auf diesem Bild enthält der Ablegestapel eine wilde Karte und ist somit eingefroren.

Es gelten die Regeln des Canasta-Spiels zu viert – so wie in den Official Canasta Laws festgelegt – sowie die im Folgenden beschriebenen Änderungen und Ergänzungen:
- Es wird mit drei Standardspielen zu je zweiundfünfzig Karten, plus sechs Joker (insgesamt 162 Karten, darunter achtzehn wilde Karten) gespielt.
- Jeder Spieler erhält fünfzehn Karten.
- Die Spieler ziehen zwei Karten und legen eine Karte ab. Nimmt ein Spieler den Abwurfhaufen, so zieht er in dieser Runde keine Karte vom Stoß.
- Sequenzen (Meldungen von drei oder mehr aufeinander folgenden Karten einer Farbe) dürfen gemeldet werden. Eine wilde Karte oder eine Drei darf nie in einer Sequenz verwendet werden. Die oberste Karte des Abwurfhaufens darf direkt mit einer zuvor gemeldeten Sequenz kombiniert werden. Eine Sequenz ist eingeschränkt auf sieben Karten. Ein vollständiger Sequenz-Canasta wird verdeckt abgelegt. Der Bonus für einen Sequenz-Canasta beträgt 1.500 Punkte. (Anmerkung des Verfassers: Sequenz-Canasta werden auch als Samba bezeichnet.)
- Nicht mehr als zwei wilde Karten sind in einer Meldung erlaubt, und keine wilde Karte darf einem Canasta hinzugefügt werden.
- Eine Partnerschaft darf mehr als eine Meldung desselben Ranges auslegen.
- Der Abwurfhaufen darf nicht genommen werden, indem man eine Karte vom gleichen Rang der obersten Karte des Pakets und eine wilde Karte auf den Tisch legt; ebenso wenig, wenn die oberste Karte an einen Canasta angelegt werden kann (ausgenommen mit einem Paar gleichrangiger natürlicher Karten, die aus der Hand ausgelegt werden).
- Eine Partie endet bei 10.000 Punkten. Wenn 7.000 Punkte erreicht sind, beträgt das Mindesterfordernis für die Erstmeldung 150 Punkte.
- Zwei Canasta sind nötig, damit ein Spieler ausmachen darf. (Anmerkung des Verfassers: In Bezug auf das Ausmachen zählt eine Sequenz wie ein Canasta.)
- Drei, vier, fünf oder sechs schwarze Dreier dürfen im Zuge des Ausmachens aus der Hand gemeldet werden.
- Bonus für das Ausmachen: 200 Punkte. Es gibt keinen Bonus für verdecktes Ausmachen; ebenso wenig ändert verdecktes Ausmachen das Mindesterfordernis für die Erstmeldung. Wenn eine Partei zwei Canasta gemeldet hat, so erhält sie einen Bonus von 100 Punkten für jede rote Drei und zusätzliche 400 Punkte für alle sechs roten Dreier. Hat eine Partei keine zwei Canasta, wenn das Spiel endet, so werden die entsprechenden Punkte abgezogen.

## Ergänzungen
Beim Samba-Canasta sind zwar offiziell Meldungen von ausschließlich wilden Karten ebenso wenig wie beim Spiel mit zwei Paketen gestattet, doch werden diese beim Spiel mit drei Paketen sehr häufig zugelassen. Man fügt dann jedem Kartenpaket drei Joker hinzu (d. h. man spielt also mit 165 Karten) und es gilt:
- ein echter Joker-Canasta (sieben echte Joker) zählt 4.000 Punkte
- ein echter Zweier-Canasta (sieben Zweier) zählt 3.000 Punkte
- ein gemischter Joker-Canasta (Joker und Zweier) zählt 2.000 Punkte

Weiters gelten oft zusätzliche Bedingungen für die Verwendung wilder Karten.
Die Regeln des Spiels mit drei Paketen variieren in noch viel größerem Ausmaß als diejenigen des Canasta mit zwei Paketen; all die Punkte, die unter Varianten des Canasta-Spiels aufgeführt sind, sollten daher vor Beginn einer Partie geklärt werden.
Weitere Regelvariationen betreffen beispielsweise
- das Teilen: manchmal werden dem ersten Paket noch zusätzlich verdeckte Karten als so genannte Surprise hinzugefügt
- die Bewertung der Ass-Canasta (rein: 1.000 Punkte, gemischt: 500 Punkte)
- die Erfordernisse für das Ausmachen (und damit verbunden)
- die Bewertung der roten Dreier
- das Ende der Partie (15.000 Punkte statt 10.000, die Schwellen für die verschiedenen Mindestpunktezahlen beim Eröffnen sind dann 4.000, 8.000 und 12.000 Punkte)